# Segona Divisió (FCK)
De Segona Divisió is een klasse in het Spaanse (Catalaanse) korfbal.
De competitie vormt samen met de Primera Divisió de seniorencompetitie van de Federació Catalana de Korfbal. De Segona Divisió bestaat in het seizoen 2007-2008 uit twee groepen.

## Seizoen 2008-2009
Voor het seizoen 2008-2009 hebben de deelnemende clubs ervoor gepleit de competitie in één groep af te werken, zodat meer wedstrijden gespeeld kunnen worden. Ten opzichte van het voorgaande seizoen ontbreekt Castellbisbal, dat met ingang van dit seizoen deelneemt op het hoogste niveau, de Primera Divisió. K.E.C.A. (het tweede team van Primera-club S.L.C.A.) neemt eveneens niet deel aan de competitie in 2008-2009. Nieuw zijn het tweede team van Castellbisbal, Castellbisbal B en de nieuwe club AEE IES Josep Lladonosa uit Lleida. De deelname van de club uit Lleida zorgt af en toe voor een dubbele wedstrijd van deze ploeg in één competitieweekend. Dit zorgt ervoor dat de grote afstand tussen Lleida en het gebied rond Terrassa (waar de meeste andere clubs vandaan komen) voor de ploeg en de tegenstanders, beter te behappen is.

### Deelnemende ploegen
| Team                       | Plaats                |
| -------------------------- | --------------------- |
| CK Assesoria Vallparadis B | Terrassa              |
| C.K. Cerdanyola B          | Cerdanyola del Vallès |
| CEVG B                     | Vilanova i la Geltrú  |
| Korfbal Valldemia          | Mataro                |
| KC Barcelona               | Barcelona             |
| C.K.Badalona B             | Badalona              |
| AEE IES Josep Lladonosa    | Lleida                |
| U.K.S.A.                   | Sant Adrià de Besòs   |
| Vacarisses B               | Vacarisses            |
| CK Pangea                  | Badalona              |
| C.K.Castellbisbal B        | Castellbisbal         |

## Seizoen 2007-2008

### Deelnemende ploegen
De Segona Divisió bestaat in het seizoen 2007-2008 uit twee groepen.
| Groep A                    |                       |  | Groep B           |                     |
| Team                       | Plaats                |  | Team              | Plaats              |
| -------------------------- | --------------------- |  | ----------------- | ------------------- |
| CK Assesoria Vallparadis B | Terrassa              |  | CK Pangea         | Badalona            |
| CK Vacarisses B            | Vacarisses            |  | CK Castellbisbal  | Castellbisbal       |
| CK Cerdanyola B            | Cerdanyola del Vallès |  | KC Barcelona      | Barcelona           |
| CE Vilanova i la Geltrú B  | Vilanova i la Geltrú  |  | Korfbal Valldemia | Mataró              |
| CK Badalona B              | Badalona              |  | K.E.C.A.          | Terrassa            |
|                            |                       |  | U.K.C.A.          | Sant Adrià de Besòs |